# Jan Magnussen
Jan Ellegaard Magnussen (* 4. Juli 1973 in Roskilde) ist ein dänischer Automobilrennfahrer. Von 1995 bis 1998 bestritt er 25 Rennen der Formel-1-Weltmeisterschaft für die Teams McLaren und Stewart und konnte dabei einen WM-Punkt erreichen. Nach dem Ende seiner Formel-1-Karriere startete er erfolgreich in Tourenwagen- und Sportwagenrennen. 2014 trat er für Corvette Racing in der United SportsCar Championship an.
Er ist der Vater von Kevin Magnussen, der 2014 ebenfalls für McLaren in der Formel 1 debütierte.

## Karriere

### Kartsport
Im Alter von elf Jahren begann Magnussen mit dem Kartsport und gewann gleich im zweiten Jahr seiner Karriere seinen ersten nationalen Titel. 1987 wurde er kurz nach seinem 14. Geburtstag Kart-Weltmeister. Damit gehört er zu den jüngsten Fahrern, die diesen Titel gewannen. 1989 und 1990 wiederholte er diesen Erfolg, im letzten Jahr in der Formel K. Insgesamt gewann er drei Weltmeistertitel.

### Formelsport
Sein Debüt im Motorsport für Monoposto gab Magnussen auf dem Jyllandsringen in Dänemark in der Formel Ford. 1992 gewann er sieben von 19 Rennen in der Britischen Formel Ford 1160 und beendete die Saison auf dem dritten Platz. Er gewann auch das Formel-Ford-Festival in Brands Hatch. Dies führte dazu, dass er in die Formel Vauxhall Lotus einstieg, wo er vier Rennen gewinnen konnte, bevor er die Saison 1993 im Team von Paul Stewart, dem Sohn des berühmten Jackie Stewart, beendete.
1994 beherrschte Magnussen die Britische Formel-3-Meisterschaft. Er gewann 14 von 18 Rennen und absolvierte seinen ersten Formel-1-Test bei McLaren, wo er dann als Formel-1-Testfahrer eingestellt wurde. 1995 fuhr Magnussen in der DTM/ITC und nahm erstmals an einem Formel-1-Rennen für McLaren als Ersatzfahrer für Mika Häkkinen teil. 1996 fuhr er weiterhin in der ITC und hatte einige Gaststarts in der Champ-Car-Serie als Ersatz für den kurzfristig nach einem Unfall zurückgetretenen Emerson Fittipaldi. 1997 und 1998 war er Stammfahrer neben Rubens Barrichello bei Stewart Grand Prix. 1998 errang er beim Großen Preis von Kanada seinen ersten und einzigen Weltmeisterschaftspunkt, wurde danach aber durch den Niederländer Jos Verstappen ersetzt.

### Sportwagensport

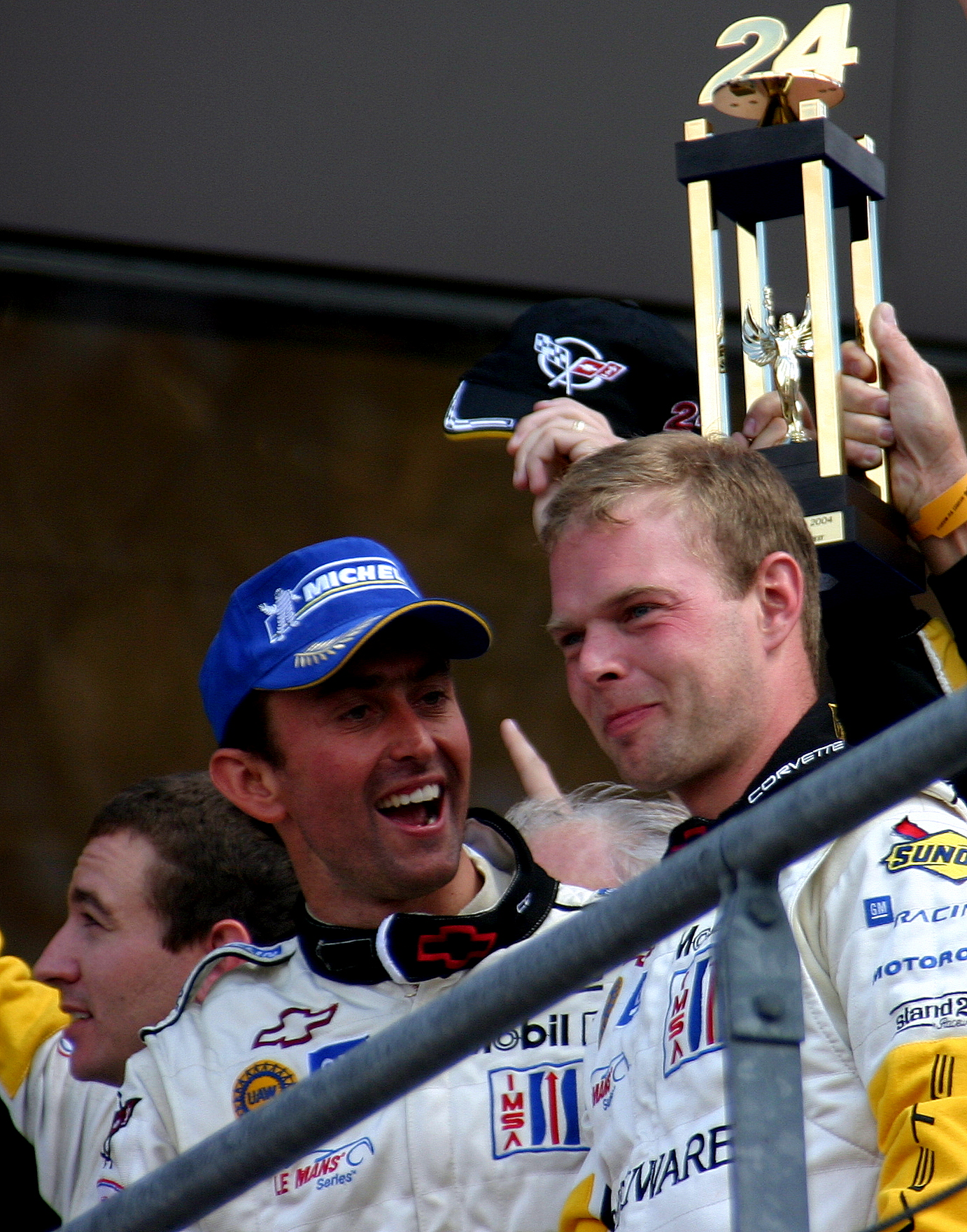
Jan Magnussen (rechts) mit Oliver Gavin und Olivier Beretta nach dem Klassensieg beim 24-Stunden-Rennen von Le Mans 2004

1999 debütierte Magnussen im Sportwagensport. Er begann im Panoz LMP-1 in der American Le Mans Series und nahm auch am 24-Stunden-Rennen von Le Mans teil. In der ALMS konnte er von 1999 bis 2002 immer mindestens einen Gesamtsieg holen, in Le Mans war das beste Resultat ein achter Platz in der LMP900-Klasse im Jahr 2000.
2003, nach dem Ende des Panoz-Sportwagenprogrammes, fuhr er in der ALMS in einem Ferrari 550 GTS Maranello für Prodrive und konnte zwei Siege in der GTS-Klasse einfahren. In Le Mans pilotierte er einen Audi R8 des Teams Audi Sport Japan Team Goh und wurde Vierter.
Ab 2004 startete Magnussen für Corvette Racing in der ALMS und in Le Mans. Zunächst bestritt nur die Langstreckenrennen (Le Mans, 12-Stunden-Rennen von Sebring, Petit Le Mans), 2008 wurde er Stammfahrer des Werksteams. Seitdem konnte er vier Klassensiege bei den 24 Stunden von Le Mans feiern, seine beste Platzierung in der Gesamtwertung erreichte er mit Rang vier im Jahr 2006. In der ALMS gewann er 2008 den Fahrertitel der GT1-Klasse.
Nach dem Ende der ALMS tritt er 2014, ebenfalls für Corvette Racing, in der Nachfolgeserie United SportsCar Championship an. Mit dem Ablauf der Rennsaison 2019 ging die 16 Jahre dauernde Zusammenarbeit zwischen Corvette Racing und Jan Magnussen zu Ende.

### Tourenwagensport
Von 2001 bis 2010 fuhr Magnussen in der Dänischen Tourenwagen-Meisterschaft, wo er 2003 und 2008 den Meistertitel gewinnen konnte. Nachdem er anfangs einen Peugeot 306 und später einen Peugeot 307 gefahren hatte, wechselte er 2005 in einen Toyota Corolla. Ab 2006 fuhr er für das Team Den Blå Avis einen BMW 320si, zudem absolvierte er 2006 für Racing Bart Mampaey einen Gaststart in der Tourenwagen-Weltmeisterschaft. 2010 startete er in einem Chevrolet Lacetti des dänischen Teams Perfection Racing.

## Statistik

### Statistik in der Formel-1-Weltmeisterschaft

#### Gesamtübersicht
| Saison | Team                      | Chassis         | Motor                 | Rennen | Siege | Zweiter | Dritter | Poles | schn. Rennrunden | Punkte | WM-Pos. |
| ------ | ------------------------- | --------------- | --------------------- | ------ | ----- | ------- | ------- | ----- | ---------------- | ------ | ------- |
| 1995   | Marlboro McLaren Mercedes | McLaren MP4/10B | Mercedes-Benz 3.0 V10 | 1      | –     | –       | –       | –     | –                | –      | 30.     |
| 1997   | Stewart Ford              | Stewart SF01    | Ford Zetec-R 3.0 V10  | 17     | –     | –       | –       | –     | –                | –      | 20.     |
| 1998   | Stewart Ford              | Stewart SF2     | Ford Zetec-R 3.0 V10  | 7      | –     | –       | –       | –     | –                | 1      | 17.     |
| Gesamt | Gesamt                    | Gesamt          | Gesamt                | 25     | –     | –       | –       | –     | –                | 1      |         |

#### Einzelergebnisse
| Saison | 1   | 2   | 3   | 4  | 5   | 6   | 7   | 8   | 9   | 10  | 11 | 12  | 13  | 14  | 15  | 16 | 17 |
| ------ | --- | --- | --- | -- | --- | --- | --- | --- | --- | --- | -- | --- | --- | --- | --- | -- | -- |
| 1995   |     |     |     |    |     |     |     |     |     |     |    |     |     |     |     |    |    |
|        |     |     |     |    |     |     |     |     |     |     |    |     |     | 10  |     |    |    |
| 1997   |     |     |     |    |     |     |     |     |     |     |    |     |     |     |     |    |    |
| DNF    | DNF | 10  | DNF | 7  | 13  | DNF | DNF | DNF | DNF | DNF | 12 | DNF | DNF | DNF | DNF | 9  |    |
| 1998   |     |     |     |    |     |     |     |     |     |     |    |     |     |     |     |    |    |
| DNF    | 10  | DNF | DNF | 12 | DNF | 6   |     |     |     |     |    |     |     |     |     |    |    |

| Legende  | Legende            | Legende                                                          |
| Farbe    | Abkürzung          | Bedeutung                                                        |
| -------- | ------------------ | ---------------------------------------------------------------- |
| Gold     | –                  | Sieg                                                             |
| Silber   | –                  | 2. Platz                                                         |
| Bronze   | –                  | 3. Platz                                                         |
| Grün     | –                  | Platzierung in den Punkten                                       |
| Blau     | –                  | Klassifiziert außerhalb der Punkteränge                          |
| Violett  | DNF                | Rennen nicht beendet (did not finish)                            |
| Violett  | NC                 | nicht klassifiziert (not classified)                             |
| Rot      | DNQ                | nicht qualifiziert (did not qualify)                             |
| Rot      | DNPQ               | in Vorqualifikation gescheitert (did not pre-qualify)            |
| Schwarz  | DSQ                | disqualifiziert (disqualified)                                   |
| Weiß     | DNS                | nicht am Start (did not start)                                   |
| Weiß     | WD                 | zurückgezogen (withdrawn)                                        |
| Hellblau | PO                 | nur am Training teilgenommen (practiced only)                    |
| Hellblau | TD                 | Freitags-Testfahrer (test driver)                                |
| ohne     | DNP                | nicht am Training teilgenommen (did not practice)                |
| ohne     | INJ                | verletzt oder krank (injured)                                    |
| ohne     | EX                 | ausgeschlossen (excluded)                                        |
| ohne     | DNA                | nicht erschienen (did not arrive)                                |
| ohne     | C                  | Rennen abgesagt (cancelled)                                      |
| ohne     | keine WM-Teilnahme |                                                                  |
| sonstige | P/fett             | Pole-Position                                                    |
| sonstige | 1/2/3/4/5/6/7/8    | Punktplatzierung im Sprint-/Qualifikationsrennen                 |
| sonstige | SR/kursiv          | Schnellste Rennrunde                                             |
| sonstige | *                  | nicht im Ziel, aufgrund der zurückgelegten Distanz aber gewertet |
| sonstige | ()                 | Streichresultate                                                 |
| sonstige | unterstrichen      | Führender in der Gesamtwertung                                   |

### Le-Mans-Ergebnisse
| Jahr | Team                      | Fahrzeug                    | Teamkollege       | Teamkollege       | Platzierung             | Ausfallgrund    |
| ---- | ------------------------- | --------------------------- | ----------------- | ----------------- | ----------------------- | --------------- |
| 1999 | Panoz Motor Sports        | Panoz LMP-1 Roadster-S      | Johnny O’Connell  | Max Angelelli     | Rang 11                 |                 |
| 2000 | Panoz Motor Sports        | Panoz LMP-1 Roadster-S      | David Brabham     | Mario Andretti    | Rang 15                 |                 |
| 2001 | Panoz Motor Sports        | Panoz LMP07                 | David Brabham     | Franck Lagorce    | Ausfall                 | Getriebeschaden |
| 2002 | Panoz Motor Sports        | Panoz LMP01 Evo             | David Brabham     | Bryan Herta       | Ausfall                 | Motorschaden    |
| 2003 | Audi Sport Japan Team Goh | Audi R8                     | Seiji Ara         | Marco Werner      | Rang 4                  |                 |
| 2004 | Corvette Racing           | Chevrolet Corvette C5-R     | Oliver Gavin      | Olivier Beretta   | Rang 6 und Klassensieg  |                 |
| 2005 | Corvette Racing           | Chevrolet Corvette C6.R     | Oliver Gavin      | Olivier Beretta   | Rang 5 und Klassensieg  |                 |
| 2006 | Corvette Racing           | Chevrolet Corvette C6.R     | Oliver Gavin      | Olivier Beretta   | Rang 4 und Klassensieg  |                 |
| 2007 | Corvette Racing           | Chevrolet Corvette C6.R     | Johnny O’Connell  | Ron Fellows       | Rang 6                  |                 |
| 2008 | Corvette Racing           | Chevrolet Corvette C6.R     | Johnny O’Connell  | Ron Fellows       | Rang 14                 |                 |
| 2009 | Corvette Racing           | Chevrolet Corvette C6.R     | Johnny O’Connell  | Antonio García    | Rang 15 und Klassensieg |                 |
| 2010 | Corvette Racing           | Chevrolet Corvette C6 ZR1   | Johnny O’Connell  | Antonio García    | Ausfall                 | Motorschaden    |
| 2011 | Corvette Racing           | Chevrolet Corvette C6.R     | Oliver Gavin      | Richard Westbrook | Ausfall                 | Unfall          |
| 2012 | Corvette Racing           | Chevrolet Corvette C6.R     | Jordan Taylor     | Antonio García    | Rang 23                 |                 |
| 2013 | Corvette Racing           | Chevrolet Corvette C6.R-ZR1 | Jordan Taylor     | Antonio García    | Rang 19                 |                 |
| 2014 | Corvette Racing           | Chevrolet Corvette C7.R     | Jordan Taylor     | Antonio García    | Rang 16                 |                 |
| 2016 | Corvette Racing           | Chevrolet Corvette C7.R     | Ricky Taylor      | Antonio García    | Rang 25                 |                 |
| 2017 | Corvette Racing           | Chevrolet Corvette C7.R     | Jordan Taylor     | Antonio García    | Rang 19                 |                 |
| 2018 | Corvette Racing           | Chevrolet Corvette C7.R     | Mike Rockenfeller | Antonio García    | Rang 18                 |                 |
| 2019 | Corvette Racing           | Chevrolet Corvette C7.R     | Mike Rockenfeller | Antonio García    | Rang 28                 |                 |
| 2020 | JMW Motorsport            | Ferrari 488 GTE Evo         | Richard Heistand  | Maxwell Root      | Rang 30                 |                 |
| 2021 | High Class Racing         | Oreca 07                    | Anders Fjordbach  | Kevin Magnussen   | Rang 29                 |                 |
| 2023 | Inter Europol Competition | Oreca 07                    | Anders Fjordbach  | Mark Kvamme       | Ausfall                 | Aufhängung      |

### Sebring-Ergebnisse
| Jahr | Team                      | Fahrzeug                  | Teamkollege       | Teamkollege           | Platzierung             | Ausfallgrund     |
| ---- | ------------------------- | ------------------------- | ----------------- | --------------------- | ----------------------- | ---------------- |
| 1999 | Panoz Racing              | Panoz Esperante GTR-1     | Johnny O’Connell  | John Nielsen          | Ausfall                 | Unfall           |
| 2000 | Panoz Motor Sports        | Panoz LMP-1 Roadster S    | David Brabham     | Pierre-Henri Raphanel | Ausfall                 | Motorschaden     |
| 2001 | Panoz Motor Sports        | Panoz LMP07               | David Brabham     |                       | Ausfall                 | Kupplungsschaden |
| 2002 | Panoz Motor Sports        | Panoz LMP01               | David Brabham     | Eric van de Poele     | Ausfall                 | Motorschaden     |
| 2003 | Jim Matthews Racing       | Riley & Scott Mk IIIC     | Marc Goossens     | Jim Matthews          | Ausfall                 | Aufhängung       |
| 2004 | Corvette Racing           | Chevrolet Corvette C5-R   | Oliver Gavin      | Olivier Beretta       | Ausfall                 | Kupplungsschaden |
| 2005 | Corvette Racing           | Chevrolet Corvette C6.R   | Oliver Gavin      | Olivier Beretta       | Rang 6                  |                  |
| 2006 | Corvette Racing           | Chevrolet Corvette C6.R   | Oliver Gavin      | Olivier Beretta       | Rang 3 und Klassensieg  |                  |
| 2007 | Corvette Racing           | Chevrolet Corvette C6.R   | Johnny O’Connell  | Ron Fellows           | Rang 8                  |                  |
| 2008 | Chevrolet Corvette Racing | Chevrolet Corvette C6.R   | Johnny O’Connell  | Ron Fellows           | Rang 8 und Klassensieg  |                  |
| 2009 | Corvette Racing           | Chevrolet Corvette C6.R   | Johnny O’Connell  | Antonio García        | Rang 5 und Klassensieg  |                  |
| 2010 | Corvette Racing           | Chevrolet Corvette C6.R   | Johnny O’Connell  | Antonio García        | Rang 15                 |                  |
| 2011 | Corvette Racing           | Chevrolet Corvette C6 ZR1 | Oliver Gavin      | Richard Westbrook     | Rang 14                 |                  |
| 2012 | Corvette Racing           | Chevrolet Corvette C6 ZR1 | Jordan Taylor     | Antonio García        | Rang 18                 |                  |
| 2013 | Corvette Racing           | Chevrolet Corvette C6.R   | Jordan Taylor     | Antonio García        | Ausfall                 | Defekt           |
| 2014 | Corvette Racing           | Chevrolet Corvette C7.R   | Ryan Briscoe      | Antonio García        | Rang 19                 |                  |
| 2015 | Corvette Racing           | Chevrolet Corvette C7.R   | Ryan Briscoe      | Antonio García        | Rang 10 und Klassensieg |                  |
| 2016 | Corvette Racing           | Chevrolet Corvette C7.R   | Mike Rockenfeller | Antonio García        | Rang 38                 |                  |
| 2017 | Corvette Racing           | Chevrolet Corvette C7.R   | Mike Rockenfeller | Antonio García        | Rang 7 und Klassensieg  |                  |
| 2018 | Corvette Racing           | Chevrolet Corvette C7.R   | Mike Rockenfeller | Antonio García        | Rang 35                 |                  |
| 2019 | Corvette Racing           | Chevrolet Corvette C7.R   | Mike Rockenfeller | Antonio García        | Rang 12                 |                  |

### Einzelergebnisse in der FIA-Langstrecken-Weltmeisterschaft
| Saison  | Team                           | Rennwagen                               | 1   | 2   | 3   | 4   | 5   | 6   | 7   | 8   | 9   |
| ------- | ------------------------------ | --------------------------------------- | --- | --- | --- | --- | --- | --- | --- | --- | --- |
| 2012    | Corvette Racing                | Chevrolet Corvette C6.R                 | SEB | SPA | LEM | SIL | SAO | BAH | FUJ | SHA |     |
| 2012    | Corvette Racing                | Chevrolet Corvette C6.R                 | 18  |     | 23  |     |     |     |     |     |     |
| 2013    | Corvette Racing                | Chevrolet Corvette C6.R                 | SIL | SPA | LEM | SAO | AUS | FUJ | SHA | BAH |     |
| 2013    | Corvette Racing                | Chevrolet Corvette C6.R                 | 19  |     |     |     |     |     |     |     |     |
| 2014    | Corvette Racing                | Chevrolet Corvette C7.R                 | SIL | SPA | LEM | AUS | FUJ | SHA | BAH | SAO |     |
| 2014    | Corvette Racing                | Chevrolet Corvette C7.R                 | 16  |     |     |     |     |     |     |     |     |
| 2016    | Corvette Racing                | Chevrolet Corvette C7.R                 | SIL | SPA | LEM | NÜR | MEX | AUS | FUJ | SHA | BAH |
| 2016    | Corvette Racing                | Chevrolet Corvette C7.R                 | 25  |     |     |     |     |     |     |     |     |
| 2017    | Corvette Racing                | Chevrolet Corvette C7.R                 | SIL | SPA | LEM | NÜR | MEX | AUS | FUJ | SHA | BAH |
| 2017    | Corvette Racing                | Chevrolet Corvette C7.R                 | 19  |     |     |     |     |     |     |     |     |
| 2018/19 | Corvette Racing                | Chevrolet Corvette C7.R                 | SPA | LEM | SIL | FUJ | SHA | SEB | SPA | LEM |     |
| 2018/19 | Corvette Racing                | Chevrolet Corvette C7.R                 |     | 18  |     |     |     | 17  |     | 28  |     |
| 2019/20 | Corvette Racing JMW Motorsport | Chevrolet Corvette C8.R Ferrari 488 GTE | SIL | FUJ | SHA | BAH | AUS | SPA | LEM | BAH |     |
| 2019/20 | Corvette Racing JMW Motorsport | Chevrolet Corvette C8.R Ferrari 488 GTE |     |     |     |     | 18  |     | 30  |     |     |
| 2021    | High Class Racing              | Oreca 07                                | SPA | POR | MON | LEM | BAH | BAH |     |     |     |
| 2021    | High Class Racing              | Oreca 07                                | 12  | 12  | 12  | 29  |     |     |     |     |     |
| 2023    | Inter Europol Competition      | Oreca 07                                | SEB | POR | SPA | LEM | MON | FUJ | BAH |     |     |
| 2023    | Inter Europol Competition      | Oreca 07                                | DNF |     |     |     |     |     |     |     |     |